# They Don't Teach This Shit in School
Seize the Day – debiutancki album studyjny irlandzkiego wokalisty Damiena Dempseya z roku 2000.

## Lista utworów
1. "Jealousy" - 5:55
2. "NYC Paddy" - 4:55
3. "Colony" - 7:56
4. "Seanchai" - 4:33
5. "I've No Alibi" - 5:21
6. "Chillin'" - 4:53
7. "It's Important" - 5:56
8. "Bad Time Garda" - 4:43
9. "It's All Good" - 5:48
10. "They Don't Teach This Shit in School" - 3:45
11. "Dublin Town" - 5:42
12. "Beside the Sea" - 4:56